# Janine Le Fauconnier
Pour les articles homonymes, voir Fauconnier et Le Fauconnier.
Janine Le Fauconnier, née à Longlaville le 17 juin 1921 et morte à Pont-du-Château le 27 septembre 2008, est une écrivaine française et auteure de roman policier.

## Biographie
Elle s'intéresse à la littérature et à la reliure d'art. Elle organise régulièrement en faveur de peintres, sculpteurs et musiciens des expositions et des journées musicales. Elle compte parmi ses amis l'écrivain et traducteur Maurice-Bernard Endrèbe.
Elle aborde la littérature policière à la suite d'un pari qu'elle gagne lorsque son roman, envoyé à Albert Pigasse, est publié dans la collection Le Masque. Elle donne ensuite chez le même éditeur, à intervalles très espacés, trois autres titres salués par la critique, dont Le Grain de sable, sélectionné pour le Grand Prix de littérature policière 1982, et Faculté de meurtres, lauréat du Prix du roman policier de Cognac 1988. Elle écrit en 2000 un dernier roman policier, Un tiers en trop, paru aux éditions de Fallois.
En 1987, elle fonde et devient rédactrice en chef d'une revue littéraire, Pour nous et nos amis (1987-2008), où elle a fait paraître plusieurs nouvelles policières. Le fonds de cette revue a été recueilli par l'association belge Groupe Esthétique en 2009.

## Œuvre

### Romans policiers
- Celle qui devait disparaître, Paris, Librairie des Champs-Élysées, Le Masque no 1373, 1975
- Les Demoiselles dorées, Paris, Librairie des Champs-Élysées, Le Masque no 1583, 1979
- Le Grain de sable, Paris, Librairie des Champs-Élysées, Le Masque no 1639, 1981
- Faculté de meurtres, Paris, Librairie des Champs-Élysées, Le Masque no 1915, 1988
- Un tiers en trop, Paris, Éditions de Fallois, 2000

### Autres publications
- Amélie Murat : anthologie, Clermont-Ferrand, Cercle Amélie Murat, 1987 (Anthologie établie par Aurore de Roquefeuil, Marie-Thérèse Sart et Janine Le Fauconnier).

## Prix et récompenses
- Sélection pour le Grand Prix de littérature policière 1982 pour Le Grain de sable
- Prix du roman policier de Cognac 1988 décerné à Faculté de meurtres

## Sources
(mai 2014).
- Jacques Baudou et Jean-Jacques Schleret, Le Vrai Visage du Masque, vol. 1, Paris, Futuropolis, 1984, 476 p. (OCLC 311506692), p. 279-280.